# 德国青年共产主义联盟

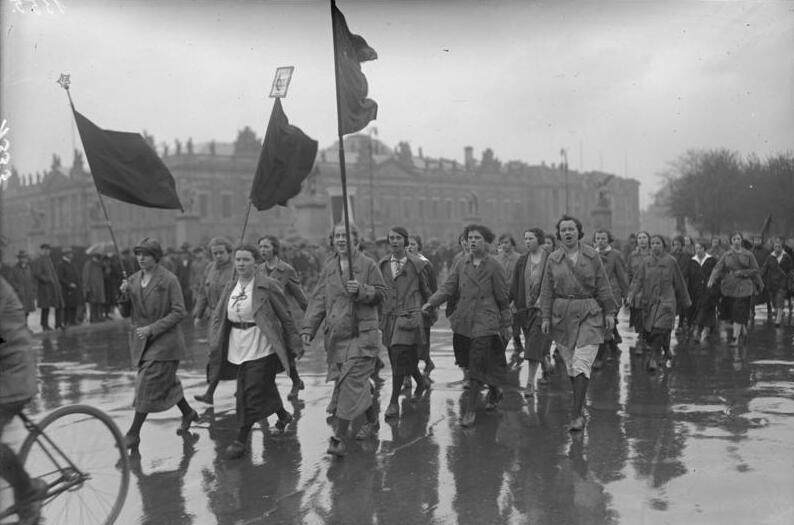
1925 年 5 月 1 日柏林共產主義青年團示威遊行

德國青年共產主義聯盟（德語：Kommunistischer Jugendverband Deutschlands，縮寫KJVD ）是德國历史上的一個青年組織，隸屬於青年共產國際。

## 历史
德國青年共產主義聯盟於1920年由德國共產黨的自由社會主義青年團成立。德國青年共產主義聯盟有自己的出版社，德國青年共產主義聯盟與德國共產黨攻擊德國社會民主黨是“社會法西斯主義”的支持者，導致對德國社會民主黨的敵視成為德國青年共產主義聯盟的一個特徵。